# Anaea archidona
Espèce
Anaea archidona est une espèce de lépidoptères (papillons) de la famille des Nymphalidae, de la sous-famille des Charaxinae et du genre Anaea.

## Description
C'est un grand papillon aux ailes antérieures pointues au dessus orange marqué de marron à l'apex.
Son revers est beige doré, semblable à une feuille morte.

## Biologie

### Plante hôte
Sa plante-hôte est le Casearia une Flacourtiaceae.

## Écologie et distribution
Il est présent dans le nord de l'Amérique du Sud, en Équateur, Colombie, Bolivie et au Pérou.

### Biotope
Il réside dans la forêt jusqu'à 600 m

## Systématique
Décrite en 1860 par William Chapman Hewitson sous le nom de Siderone archidona, le genre est déplacé par  C. & R. Felder, 1862 vers Coenophlebia. 

### Synonymie
- Siderone archidona Hewitson, 1860 Protonyme[4]
- Anaea archidona

## Protection
Pas de statut de protection particulier.